# Platycerus hongwonpyoi tianmus
Platycerus hongwonpyoi tianmus es una especie de coleóptero de la familia Lucanidae.

## Distribución geográfica
Habita en Zhejiang (China).